# Dorsal del Pacífic Oriental
La dorsal del Pacífic Oriental, denominada antigament serralada Albatros, és una dorsal oceànica o serralada submarina que s'estén a uns 3.200 km de la costa americana en sentit sud-nord pel fons oriental de l'oceà Pacífic, des dels voltants de l'Antàrtida, al mar de Ross, fins a internar-se al golf de Califòrnia, culminant en el llac salat conegut com a mar de Salton. Com que la dorsal és una vora divergent de l'escorça terrestre, constitueix el límit entre diverses plaques tectòniques, com la placa antàrtica, la placa de Nazca, la placa del Pacífic, la placa de Cocos i la placa nord-americana.
Va ser descrita per primer cop en 1960 per Henry W. Menard. En aquesta dorsal han estat molt estudiades les anomenades fumaroles negres, una activitat volcànica. S'eleva entre 1.800 i 2.700 metres sobre el fons marí i es troba fracturat extensament per falles que es produeixen principalment a intervals d'uns 320 km.

## Visió general

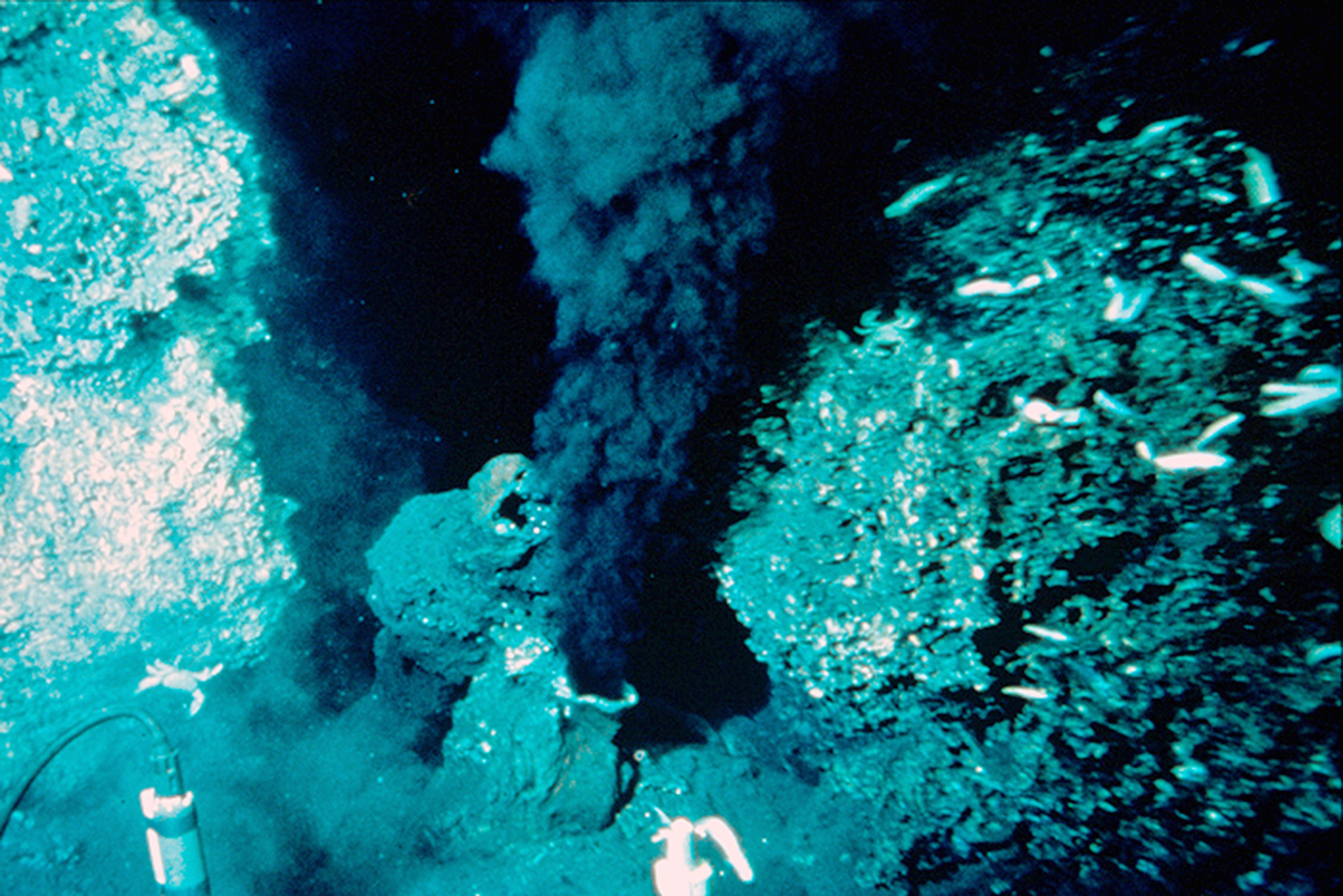
Ascens al Pacífic Est, 21 graus nord. Base de xemeneia fumador negre.

L'escorça oceànica s'allunya de l'ascens del Pacífic oriental cap a banda i banda. A prop de l'illa de Pasqua, supera els 15 mm per any, la més ràpida del món. Tanmateix, a l'extrem nord, és molt més lent només aproximadament 6 mm per any. Al costat oriental de l'ascens, les plaques de Cocos i Nazca que es mouen cap a l'est es troben amb la placa sud-americana que es mou cap a l'oest i la placa nord-americana i s'estan subduint sota elles. El cinturó de volcans al llarg dels Andes i l'arc de volcans per Amèrica Central i Mèxic són els resultats directes d'aquesta col·lisió. A l'est de la península de Baixa Califòrnia, la Dorsal de vegades es coneix com la Zona Rift del Golf de Califòrnia. En aquesta zona, l'escorça oceànica de nova formació s'entremescla amb l'escorça continental rifada originada a la placa estatunidenca.
De la dorsal del Pacífic Oriental a l'altura de l'illa de Pasqua se'n desprenen dos ramals secundaris, el cordó de Nazca, format per una sèrie de volcans submarins que han creat l'illa Sala i Gómez, l'Illa San Félix i l'Illa de San Ambrosio, i el dorsal de Xile, que des de l'illa de Pasqua arriba a la Península de Taitao. En total hi ha 23 cadenes muntanyoses submarines significatives a la zona cartografiada, la majoria molt a prop de l'eix d'extensió. Gairebé totes les cadenes de muntanya submarina tenen tendències que se situen entre els vectors de moviment de plaques absoluts i relatius.
Parts de l'ascens del Pacífic oriental tenen una propagació obliqua, com ara el límit entre la placa Nazca i el Pacífic entre els 29°S i els 32°S. Es tracta d'una extensió del fons marí que no és ortogonal al segment de la carena més proper.
L'extensió sud de l'East Pacific Rise (el PAR) es fusiona amb la Southeast Indian Ridge a la Macquarie Triple Junction al sud de Nova Zelanda. El tram sud de l'ascens del Pacífic oriental és també un dels límits divergents de més ràpida propagació a la Terra, amb un màxim de 79,3 mm /any.
Al llarg de l'ascens del Pacífic oriental, els respiradors hidrotermals anomenats fumadors negres van ser descoberts per primera vegada pel projecte RISE l'any 1979, i des de llavors s'han estudiat àmpliament. Aquests respiradors estan formant dipòsits massius de mineral de sulfur volcanogènics al fons de l'oceà. S'han trobat moltes criatures úniques d'aigües profundes amb respiradors, que subsisteixen en un ecosistema quimiosintètic en lloc d'un que utilitza la fotosíntesi.

## Velocitats actuals de desplaçament
La Dorsal del Pacífic Oriental és un centre d'expansió des del qual la Placa del Pacífic es desplaça cap a l'oest, mentre que les altres plaques es mouen cap a l'est en relació amb la dorsal. Els ritmes de desplaçament a la Dorsal del Pacífic Oriental solen ser relativament alts en comparació amb la resta del món. Atès que el moviment absolut de la placa nord-americana també és cap a l'oest o en el sentit de les agulles del rellotge, el ritme de desplaçament al Golf de Califòrnia segueix sent relativament baix, una mica menys de 5 cm a l'any, però s'aproxima al valor màxim de la Dorsal Mesoatlàntica. Cap al sud, el ritme de desplaçament augmenta cada cop més. Al nord-oest de la Placa de Cocos (Microplaca de Rivera) és d'uns 6 cm l'any, al punt triple de les Galàpags és d'uns 12 cm l'any, i en el límit entre la Placa del Pacífic i la Placa de Nazca arriba fins a 14,5 cm a l'any, el valor més alt del món.
A causa de les seves altes taxes de desplaçament, la Dorsal del Pacífic Oriental, a diferència de la Dorsal Mesoatlàntica, no té una esquerda central distintiva. Per descomptat, el vulcanisme també és evident a la Dorsal del Pacífic Oriental. Un exemple és el volcà submarí de la Dorsal del Pacífic Oriental a 8° Sud.